# Hilde Bruggeman
Hilde Bruggeman (Buggenhout, 21 februari 1969) is een Vlaamse politica. Van 2007 tot 2018 was ze gedeputeerde van Oost-Vlaanderen voor de Open Vld.

## Biografie
Bruggeman is van opleiding pedagoge en gaf les aan het departement Lerarenopleiding van de Erasmushogeschool Brussel, waar ze opleidingshoofd bachelor secundair onderwijs was. Vanaf 2000 maakte ze deel uit van de provincieraad van Oost-Vlaanderen. In 2007 werd ze lid van de deputatie van Oost-Vlaanderen. Ze kreeg onder andere Sport onder haar bevoegdheid. Na de verkiezingen van oktober 2012 werd ze opnieuw aangeduid als gedeputeerde met als bevoegdheden Sport, Stedenbouw, Personeel & Organisatie, IKZ en Patrimonium. Ze bleef provinciaal gedeputeerde tot in 2018 en provincieraadslid tot in 2024.
Van 2010 tot 2013 was ze voorzitster van de Vereniging van de Vlaamse Provincies.